# پارک ملی زاویدوو
پارک ملی زاویدوو (انگلیسی: Zavidovo National Park) یک پارک ملی حفاظت‌شده در استان مسکوی کشور روسیه است.